# Насер Баразіте
Насер Баразіте (нід. Nacer Barazite, нар. 27 травня 1990, Арнем) — нідерландський футболіст марокканського походження, що грав на позиції півзахисника.
Виступав, зокрема, за клуб «Утрехт», а також молодіжну збірну Нідерландів.

## Клубна кар'єра
Народився 27 травня 1990 року в місті Арнем. Вихованець юнацьких команд футбольних клубів «Неймеген» та «Арсенал». Дебютував у першій команді «Арсеналу» 31 жовтня 2007 року, замінивши Едуардо да Сілву у матчі четвертого раунду Кубка ліги проти «Шеффілд Юнайтед». Так і не закріпившись в основі, молодий півзахисник здавався в оренду до клубів «Дербі Каунті» та «Вітесс».
31 січня 2011 року Баразіте підписав контракт з австрійським грандом «Аустрія» (Відень) до 2013 року. У новій команді Баразіте несподівано багато став забивати, забивши 23 голи у 50 іграх в усіх турнірах. В результаті перспективним гравцем зацікавились європейські гранди і у січні 2012 року Баразіте підписав чотирирічний контракт із «Монако», яке заплатило за гравця 4,5 мільйона євро. Втім у новій команді нідерландець заграти не зумів і 30 січня 2013 року Баразіте повернувся до «Аустрії» на правах оренди та став чемпіоном Австрії в кінці сезону. По його завершенні віденська «Аустрія» не скористалася опцією купівлі, і Баразіте повернувся до «Монако», де грав лише за резервну команду.
Влітку 2014 року Баразіте перейшов до «Утрехт», підписавши з клубом трирічний контракт. Дебютував за клуб 8 серпня у матчі чемпіонату проти «Зволле». У третьому турі Насер відкрив рахунок своїм голам за «Утрехт», відзначившись у переможному матчі з «Феєнордом». У дебютному сезоні він забив два голи у 16 матчах чемпіонату і всього відіграв за команду з Утрехта три сезони своєї ігрової кар'єри. Більшість часу, проведеного у складі «Утрехта», був основним гравцем команди.
Влітку 2017 року Баразіте підписав трирічний контракт з турецьким «Єні Малатьяспором». Влітку 2018 року він поїхав грати в Об'єднані Арабські Емірати за клуб «Аль-Джазіра». У червні 2019 року перейшов до тайського «Бурірам Юнайтед». Його контракт, який діяв до кінця 2021 року, розірвано в середині 2020 року.

## Виступи за збірні
2006 року дебютував у складі юнацької збірної Нідерландів (U-17), у складі якої зіграв на юнацькому чемпіонаті Європи 2007 року. Йому вдалося забити гол у матчі з господарями, Бельгією (2:2), але його команда посіла 3 місце у групі і не вийшла в плей-оф. 
2012 року брав участь у Турнірі в Тулоні зі збірною Нідерландів до 20 років. Він забив два голи на змаганні, в тому числі один у матчі за третє місце проти Франції (3:2), допомігши команді здобути бронзові нагороди. Загалом на юнацькому рівні взяв участь у 31 грі, відзначившись 11 забитими голами.
Протягом 2009—2012 років залучався до складу молодіжної збірної Нідерландів. На молодіжному рівні зіграв у 9 офіційних матчах, забив 1 гол.

## Статистика виступів

### Статистика клубних виступів
| Сезон                        | Команда                      | Чемпіонат                    | Чемпіонат | Чемпіонат | Національний кубок | Національний кубок | Національний кубок | Континентальні кубки | Континентальні кубки | Континентальні кубки | Інші змагання | Інші змагання | Інші змагання | Усього | Усього |
| Сезон                        | Команда                      | Ліга                         | Ігор      | Голів     | Ліга               | Ігор               | Голів              | Ліга                 | Ігор                 | Голів                | Ліга          | Ігор          | Голів         | Ігор   | Голів  |
| ---------------------------- | ---------------------------- | ---------------------------- | --------- | --------- | ------------------ | ------------------ | ------------------ | -------------------- | -------------------- | -------------------- | ------------- | ------------- | ------------- | ------ | ------ |
| 2007–08                      | «Арсенал»                    | ПЛ                           | 0         | 0         | КА+КЛ              | 0+2                | 0+0                | -                    | -                    | -                    | -             | -             | -             | 2      | 0      |
| 2008–09                      | «Дербі Каунті»               | ЧФЛ                          | 30        | 1         | КА+КЛ              | 4+2                | 0+0                | -                    | -                    | -                    | -             | -             | -             | 36     | 1      |
| Усього за «Дербі Каунті»     | Усього за «Дербі Каунті»     | Усього за «Дербі Каунті»     | 30        | 1         |                    | 6                  | 0                  |                      |                      |                      |               |               |               | 36     | 1      |
| 2009–10                      | «Арсенал»                    | ПЛ                           | 0         | 0         | КА+КЛ              | 0+1                | 0+0                | -                    | -                    | -                    | -             | -             | -             | 1      | 0      |
| Усього за «Арсенал»          | Усього за «Арсенал»          | Усього за «Арсенал»          | 0         | 0         |                    | 3                  | 0                  |                      |                      |                      |               |               |               | 3      | 0      |
| 2010–11                      | «Вітесс»                     | E                            | 9         | 0         | КН                 | 2                  | 3                  | -                    | -                    | -                    | -             | -             | -             | 11     | 3      |
| 2010–11                      | «Аустрія» (Відень)           | БЛ                           | 16        | 4         | КА                 | 1                  | 0                  | -                    | -                    | -                    | -             | -             | -             | 17     | 4      |
| 2011–12                      | «Аустрія» (Відень)           | БЛ                           | 18        | 8         | КА                 | 3                  | 0                  | ЛЄ                   | 12                   | 11                   | -             | -             | -             | 33     | 19     |
| 2011–12                      | «Монако»                     | Л2                           | 7         | 0         | КФ+КЛ              | 0                  | 0                  | -                    | -                    | -                    | -             | -             | -             | 7      | 0      |
| 2012–13                      | «Монако»                     | Л2                           | 4         | 0         | КФ+КЛ              | 0+1                | 0+1                | -                    | -                    | -                    | -             | -             | -             | 5      | 1      |
| 2012–13                      | «Аустрія» (Відень)           | КА                           | 5         | 1         | -                  | -                  | -                  | -                    | -                    | -                    | -             | -             | -             | 5      | 1      |
| Усього за «Аустрія» (Відень) | Усього за «Аустрія» (Відень) | Усього за «Аустрія» (Відень) | 39        | 13        |                    | 4                  | 0                  |                      | 12                   | 11                   |               |               |               | 55     | 24     |
| 2013–14                      | «Монако»                     | Л1                           | 0         | 0         | КФ+ЛЧ              | 0                  | 0                  | -                    | -                    | -                    | -             | -             | -             | 0      | 0      |
| Усього за «Монако»           | Усього за «Монако»           | Усього за «Монако»           | 11        | 0         |                    | 1                  | 1                  |                      |                      |                      |               |               |               | 12     | 1      |
| Усього за кар'єру            | Усього за кар'єру            | Усього за кар'єру            | 88        | 14        |                    | 16                 | 4                  |                      | 12                   | 11                   |               |               |               | 117    | 29     |

## Досягнення
- Чемпіон Австрії: 2012/13